# Дънди (град, Орегон)
Дънди (на английски: Dundee) е град в окръг Ямхил, щата Орегон, САЩ. Дънди е с население от 3040 жители (2007) и обща площ от 3,6 km². Намира се на 57,6 m надморска височина. ЗИП кодът му е 97115, а телефонният му код е 503.